# Kelsey Robinson
Kelsey Marie Robinson (* 25. Juni 1992 in Elmhurst, Illinois) ist eine US-amerikanische Volleyballspielerin. Sie wurde 2014 Weltmeisterin und gewann drei olympische Medaillen: 2016 Bronze, 2021 Gold und 2024 Silber.

## Karriere
Robinson begann ihre Karriere 2010 an der University of Tennessee und spielte 2013 im Team der University of Nebraska. Seit 2014 ist die Außenangreiferin Teil der US-amerikanischen Nationalmannschaft, mit der sie 2014 in Italien die Weltmeisterschaft und 2016 bei den Olympischen Spielen in Rio de Janeiro die Bronzemedaille gewann. Außerdem gewann sie 2015 den World Grand Prix und die NORCECA-Meisterschaft sowie 2018, 2019 und 2021 die Nations League. Bei den 2021 ausgetragenen Olympischen Spielen in Tokio gewann sie die Goldmedaille. 2024 in Paris folgte die Silbermedaille.
Seit 2014 ist Robinson auch bei verschiedenen ausländischen Vereinen aktiv. Sie spielte in China bei Peking BAW, in Puerto Rico bei Leonas de Ponce, in Italien bei Imoco Volley Conegliano (2016 italienische Meisterin, 2017 italienische Pokalsiegerin) und in der Türkei bei VakıfBank Istanbul (2018 und 2019 türkische Meisterin, 2018 Siegerin Champions League) sowie seit 2019 bei Fenerbahçe Istanbul.
Robinson wurde mehrfach als „Beste Angreiferin“ bzw. „Beste Annahmespielerin“ ausgezeichnet.